# 诸市镇
诸市乡，是中华人民共和国河南省驻马店市驿城区下辖的一个乡镇级行政单位。

## 行政区划
诸市乡下辖以下地区：
诸南村、诸北村、任马庄村、沈楼村、姜庄村、五里岗村、石庄村、李楼村、魏庄村、闫庄村、熊庄村、相元村和马老庄村。